# Joshua Logan
Joshua Logan (Texarkana, 5 ottobre 1908 – New York, 12 luglio 1988) è stato un regista, sceneggiatore, produttore cinematografico e drammaturgo statunitense.
Fu coautore, assieme a Richard Rodgers e Oscar Hammerstein II, del musical teatrale South Pacific, per il quale gli fu conferito il Premio Pulitzer per la drammaturgia.

## Biografia
Già attivo come sceneggiatore ai tempi di Princeton, scrisse parecchie commedie e sceneggiature e nel contempo si dedicò all'attività registica con buon profitto, visto che tre degli undici film che diresse furono candidati all'Oscar: come miglior regista per Picnic (1955), un melodramma con William Holden, e per Sayonara (1957), altro melodramma sulle unioni miste in tempo di guerra con Marlon Brando, e una come miglior film per Fanny (1961), di cui fu anche sceneggiatore. 
Si ritirò alla fine degli anni sessanta e morì per una paralisi progressiva nel 1988.

## Filmografia

### Regista
- Ho ritrovato il mio amore (I Met My Love Again) (1938)
- Picnic (1955)
- Fermata d'autobus (Bus Stop) (1956)
- Sayonara (1957)
- South Pacific (1958)
- In punta di piedi (Tall Story) (1960)
- Fanny (1961)
- Una nave tutta matta (Ensign Pulver) (1964)
- Camelot (1967)
- La ballata della città senza nome (Paint Your Wagon) (1969)

### Sceneggiatore
- Higher and Higher, regia di Tim Whelan (1943)